# Sands kommuna
Sands kommuna er en kommune på Færøerne. Den er den største kommune på Sandoy, men eneste bebyggelse er bygden Sandur. 1. januar 2009 havde kommunen 585 indbyggere, mod 657 i 1985. Arealet er på 48 km². Borgmester er siden 27. oktober 2009 Brandur Sandoy.
Skálavík, Húsavík, Skúvoy og Skopun blev udskilt som egne kommuner fra Sands kommuna i 1930.

## Politik
Sidste kommunalvalg blev gennemført 13. november 2012, og valgte kommunestyre med virkning fra 1. januar 2009. Valgdeltagelsen var 92,0%, og med et mandats fremgang til Folkeflokken kunne Brandur Sandoy overtage borgmesterposten.
| Liste | Parti             | Stemmer | Procent | Mandater | Mandater |
| ----- | ----------------- | ------- | ------- | -------- | -------- |
| A     | Fólkaflokkurin    | 194     | 56,2    | 4        | +1       |
| C     | Javnaðarflokkurin | 151     | 43,8    | 3        | -1       |
|       | I alt             | 347     | 100     | 7        | 0        |

| Liste A        | Liste A               | Liste A        | Liste C           | Liste C           | Liste C           |
| Fólkaflokkurin | Fólkaflokkurin        | Fólkaflokkurin | Javnaðarflokkurin | Javnaðarflokkurin | Javnaðarflokkurin |
| Nr             | Kandidat              | Stemmer        | Nr                | Kandidat          | Stemmer           |
| -------------- | --------------------- | -------------- | ----------------- | ----------------- | ----------------- |
| 1.             | Poul Klementsen       | 44             | 1.                | Páll á Reynatúgvu | 68                |
| 2.             | Kári Petersen         | 7              | 2.                | Olga Fossdalsá    | 7                 |
| 3.             | Hans Meinhard Midjord | 6              | 3.                | Lis Clementsen    | 13                |
| 4.             | Gunnar Bjarnason      | 7              | 4.                | Jákup av Kák      | 5                 |
| 5.             | Eyðvarur Petersen     | 34             | 5.                | Heri Jacobsen     | 17                |
| 6.             | Bárður Olsen          | 24             | 6.                | Hendrik Egholm    | 34                |
| 7.             | Brandur Sandoy        | 58             | 7.                | Beinta Simonsen   | 6                 |
| 8.             | Bjarki Henriksen      | 13             |                   |                   |                   |
|                | Liste                 | 1              |                   | Liste             | 1                 |

## Referanser
1. ↑  statbank.hagstova.fo (fra Wikidata).
2. ↑  Hagstova Føroya
3. ↑  Kommunalrapport fra 1998 Arkiveret 15. marts 2012 hos  Wayback Machine, s. 334
4. ↑  Kringvarp Føroya